# Державний кордон Естонії
Кордон Естонії — це державний кордон Естонії.
Естонія має сухопутний кордон з Росією (естонсько-російський кордон) і Латвією (естонсько-латвійський кордон) і морський кордон з Фінляндією (естонсько-фінський кордон) і з Швецією (естонсько-шведський кордон).
30 червня 1994 року Рійгікогу прийняв закон про державний кордон Естонії, до закону про державний кордон було додано положення про те, що сухопутний кордон Естонії визначається Тартуським мирним договором від 2 лютого 1920 року та ін. прикордонними угодами між країнами. Після набрання чинності Закону про державний кордон Закон про економічний кордон Естонської Республіки, ухвалений Верховною Радою 22.10.1990, а також рішення Верховної Ради про встановлення економічного кордону, ухвалене того ж дня, втратили чинність.
Кордон між Естонською Республікою та Російською Федерацією також є зовнішнім кордоном Європейського Союзу.
Охороною кордону Естонії займається Департамент прикордонної охорони Поліційно-прикордонної служби Естонії під управлінням Міністерства внутрішніх справ.